# 자라이스크

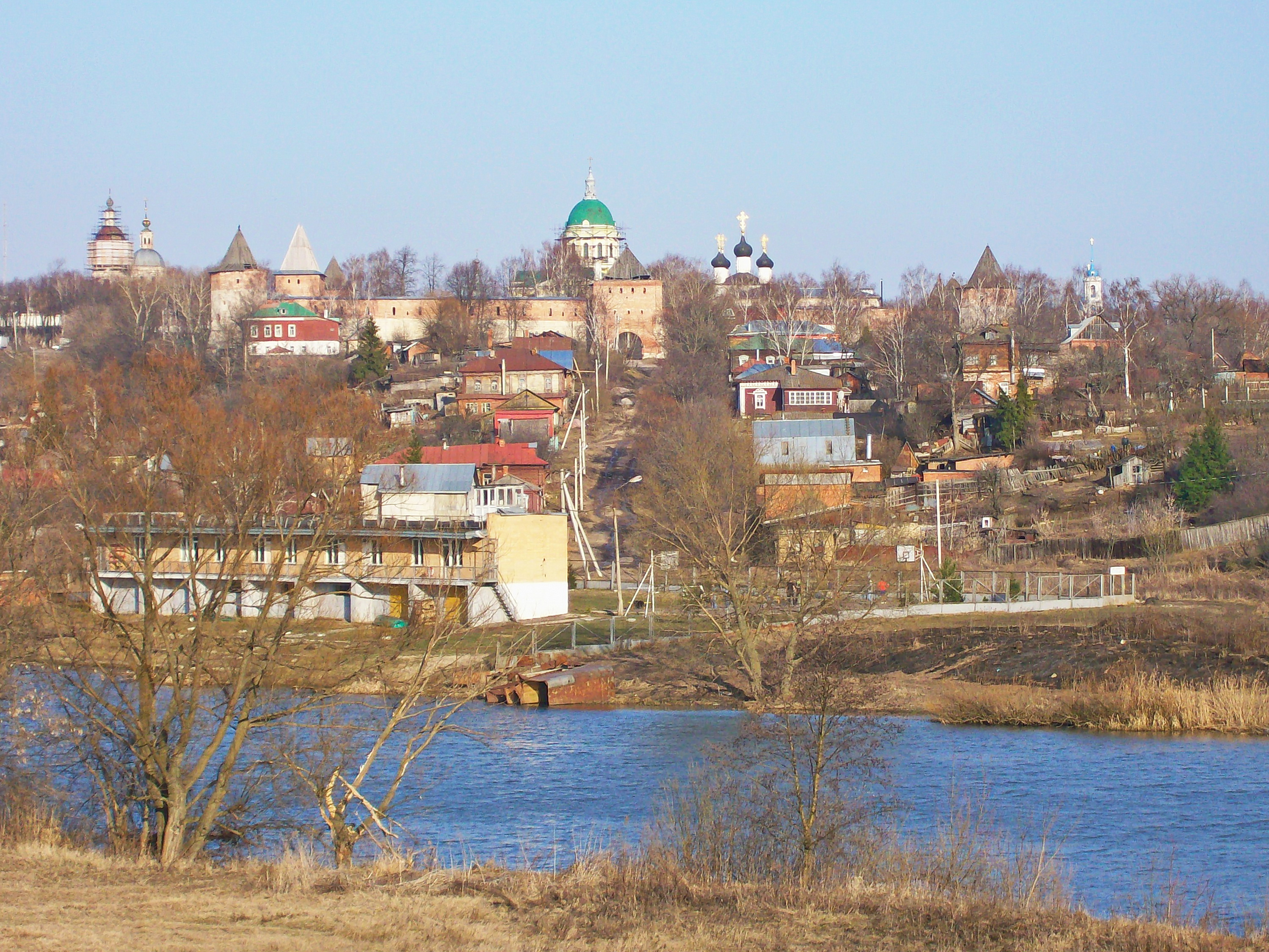

자라이스크(러시아어: Зара́йск)는 모스크바주에 위치한 도시로 162km 지점에 위치해 있다. 오쇼트르 강이 흘러가는 지점에 위치해 있다. 남동쪽에 모스크바가 위치해 있다. 인구는 2만5,200명(2001년)이다.
1237년에 마을에서 시작되었는데, 처음에는 크라스노예(Красное)였다.
1993년에는 표도르 도스토옙스키를 기리기 위한 행사가 일어났다.